# L'accademia di musica
L'accademia di musica (La academia de música) es una farsa giocosa per musica en dos actos con música de Simon Mayr y libreto en italiano y veneciano de Gaetano Rossi. Se estrenó en agosto de 1799 en el Teatro San Benedetto de Venecia. 
La ópera se representó en tiempos modernos durante el Wildbader Rossini-Festival del año 2003, bajo la dirección de Gabriele Bellini. Con aquella ocasión se efectuó la primera grabación absoluta.